# Castianeira xanthomela
Castianeira xanthomela is een spinnensoort uit de familie van de loopspinnen (Corinnidae).
De wetenschappelijke naam van de soort werd in 1941 gepubliceerd door Cândido Firmino de Mello-Leitão.